# Jours-en-Vaux
 Jours-en-Vaux  là một xã ở tỉnh Côte-d’Or trong vùng Bourgogne-Franche-Comté, phía đông nước Pháp. Khu vực này có độ cao từ 357-476 mét trên mực nước biển.